# Stellite (alliage)
Pour les articles homonymes, voir Stellite.
 (mars 2021).
Si vous disposez d'ouvrages ou d'articles de référence ou si vous connaissez des sites web de qualité traitant du thème abordé ici, merci de compléter l'article en donnant les références utiles à sa vérifiabilité et en les liant à la section « Notes et références ».
 (décembre 2023).
La mise en forme du texte ne suit pas les recommandations de Wikipédia : il faut le « wikifier ».
Les points d'amélioration suivants sont les cas les plus fréquents. Le détail des points à revoir est peut-être précisé sur la page de discussion.
- Les titres sont pré-formatés par le logiciel. Ils ne sont ni en capitales, ni en gras.
- Le texte ne doit pas être écrit en capitales (les noms de famille non plus), ni en gras, ni en italique, ni en « petit »…
- Le gras n'est utilisé que pour surligner le titre de l'article dans l'introduction, une seule fois.
- L'italique est rarement utilisé : mots en langue étrangère, titres d'œuvres, noms de bateaux, etc.
- Les citations ne sont pas en italique mais en corps de texte normal. Elles sont entourées par des guillemets français : « et ».
- Les listes à puces sont à éviter, des paragraphes rédigés étant largement préférés. Les tableaux sont à réserver à la présentation de données structurées (résultats, etc.).
- Les appels de note de bas de page (petits chiffres en exposant, introduits par l'outil «  Source ») sont à placer entre la fin de phrase et le point final[comme ça].
- Les liens internes (vers d'autres articles de Wikipédia) sont à choisir avec parcimonie. Créez des liens vers des articles approfondissant le sujet. Les termes génériques sans rapport avec le sujet sont à éviter, ainsi que les répétitions de liens vers un même terme.
- Les liens externes sont à placer uniquement dans une section « Liens externes », à la fin de l'article. Ces liens sont à choisir avec parcimonie suivant les règles définies. Si un lien sert de source à l'article, son insertion dans le texte est à faire par les notes de bas de page.
- La présentation des références doit suivre les conventions bibliographiques. Il est recommandé d'utiliser les modèles {{Ouvrage}}, {{Chapitre}}, {{Article}}, {{Lien web}} et/ou {{Bibliographie}}. Le mode d'édition visuel peut mettre en forme automatiquement les références.
- Insérer une infobox (cadre d'informations à droite) n'est pas obligatoire pour parachever la mise en page.

Pour une aide détaillée, merci de consulter Aide:Wikification.
Si vous pensez que ces points ont été résolus, vous pouvez retirer ce bandeau et améliorer la mise en forme d'un autre article.
Le stellite est un alliage métallique dont le composant principal est le cobalt et l'élément d'alliage principal le chrome. L'alliage peut aussi contenir une petite quantité de tungstène ou de molybdène et une quantité petite mais importante de carbone.
Les outils en stellite ne sont pas forgeables, ils sont moulés ou bien le stellite est fixé au chalumeau sur le corps de l'outil pour former la partie active de l'outil.

## Histoire
Stellite est également une marque appartenant à Kennametal Inc. Ce produit a été inventé par Elwood Haynes au début des années 1900 pour remplacer le métal utilisé dans les couverts qui tachaient (ou qui devaient être constamment nettoyés).

## Propriétés
Le stellite est une famille d'alliages de cobalt entièrement amagnétiques et résistants à la corrosion. Il y a plusieurs compositions optimisées pour différents usages. L'alliage actuellement le plus approprié pour les outils de coupe, par exemple, est le stellite 100, parce qu'il est assez dur, maintient une bonne arête de coupe même à haute température, et résiste au durcissement et au recuit. D'autres alliages sont formulés pour maximiser les combinaisons de résistance à l'usure, à la corrosion ou aux températures extrêmes.
Les alliages de stellite présentent une dureté et une ténacité exceptionnelles et sont généralement très résistants à la corrosion. Les alliages de stellite sont si durs qu'il est très difficile de les usiner, et tout ce qui en est fait est donc très cher. En règle générale, une pièce stellite est coulée avec précision, de sorte qu'un usinage minimal est nécessaire. Le stellite est le plus souvent usiné par meulage plutôt que par enlèvement de copeaux. Les alliages ont également tendance à avoir des points de fusion extrêmement élevés en raison de la teneur en cobalt et en chrome.

## Applications
Les applications typiques sont les dents de scie, le surfaçage dur et les pièces de machines résistantes aux acides. Le stellite a été une amélioration majeure dans la production de sièges de soupape, en particulier celles d'échappement des moteurs à combustion interne. Le stellite a également été utilisé dans la fabrication d'outils de tournage pour tours. Mais il n'est plus utilisé aussi souvent.
Bien que le stellite demeure le matériau de choix pour certaines pièces internes des vannes industrielles (revêtement dur du siège de soupape), son utilisation a été découragée dans les centrales nucléaires. Dans les canalisations qui peuvent communiquer avec le réacteur, de minuscules quantités de stellite sont rejetées dans le fluide de procédé et finissent par pénétrer dans le réacteur. Là, le cobalt serait activé par le flux neutronique dans le réacteur et deviendrait cobalt-60, un radio-isotope ayant une demi-vie de cinq ans qui libère des rayons gamma très énergétiques. Ce phénomène est plus problématique dans les réacteurs à eau bouillante, car la vapeur est en contact direct avec le réacteur et la turbine à vapeur. Les réacteurs à eau sous pression sont moins sensibles. Bien qu'il ne constitue pas un danger pour le grand public, l'utilisation de stellite et la présence de quantités infimes de cobalt dans les aciers inoxydables sont à l'origine d'environ un tiers ou la moitié de l'exposition des travailleurs du nucléaire.

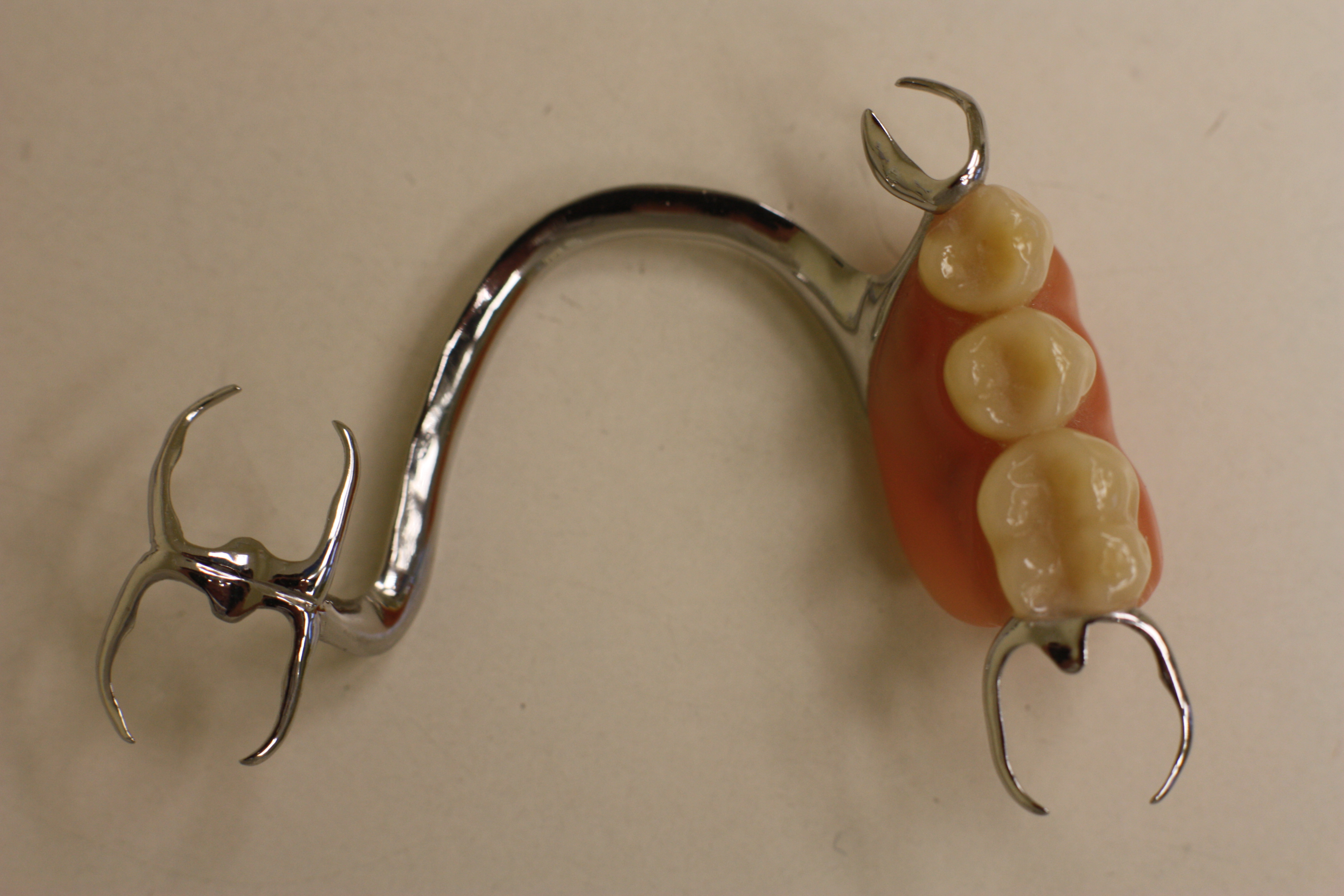
Prothèse dentaire.

Les produits de remplacement du stellite ont été mis au point par l'industrie, comme le NOREM de l'Electric Power Research Institute, qui fournit un rendement acceptable sans cobalt. Depuis que l'industrie nucléaire américaine a commencé à remplacer le revêtement dur du siège de soupape stellite à la fin des années 1970 et à resserrer les spécifications du cobalt dans les aciers inoxydables, l'exposition des travailleurs au cobalt 60 a considérablement diminué.
Le premier tiers des mitrailleuses M2HB et des canons de mitrailleuses M60 (à partir de la chambre) sont garnis de stellite. Les ergots et les épaulements des fusils Voere Titan II étaient également en stellite.
Il est également largement utilisé pour la fabrication de prothèses dentaires. Il a également été utilisé comme matériau de cage pour la première valve cardiaque artificielle disponible dans le commerce, la valve à bille en cage Starr-Edwards, implantée pour la première fois en 1960.
Son utilisation dans l'industrie aéronautique, notamment sur les talons des aubes de turbine basse pression, est assez courante.